# Hockley, Birmingham
Hockley är en del av en befolkad plats i Storbritannien.   Den ligger i distriktet Birmingham i West Midlands i riksdelen England, i den södra delen av landet, 160 km nordväst om huvudstaden London. Hockley ligger 131 meter över havet och antalet invånare är 13 919.
Terrängen runt Hockley är platt. Runt Hockley är det mycket tätbefolkat, med 3 623 invånare per kvadratkilometer. Närmaste större samhälle är Birmingham, 2,4 km sydost om Hockley. Runt Hockley är det i huvudsak tätbebyggt.